# Société d'éditions rhodaniennes
Pour les articles homonymes, voir Chott.
 (septembre 2020).
Si vous disposez d'ouvrages ou d'articles de référence ou si vous connaissez des sites web de qualité traitant du thème abordé ici, merci de compléter l'article en donnant les références utiles à sa vérifiabilité et en les liant à la section « Notes et références ».
La Société d'éditions Rhodaniennes plus connue sous le nom de SER ou Chott publia des revues en petit format de 1951 à 1961. Initié par Pierre Mouchot dit Chott, cet éditeur publia d'abord des Récits Complets en 1946 sous le nom de Éditions Pierre Mouchot qui devinrent SER en 1951 et furent rachetées par Edi-Europ en 1960. Le siège social de SER était au 6 place Carnot, 69000 Lyon,.

## Liste des revues
- Big Horn
- Bip Fiction
- Fantasia
- Fantax 2e série
- Fantax Magazine
- Humo
- Kid Colorado
- Old Boy (première parution de Tex Willer en France)
- Punch puis Ponch
- Rancho
- Rangers[Lequel ?]